# Durchlichtaufsatz

Durchlichtaufsatz im Deckel eines Flachbettscanners

Ein Durchlichtaufsatz oder auch Durchlichteinheit (engl. transparency adapter oder transparency unit) ist eine Vorrichtung im Deckel oder ein zusätzliches Gerät an einem Flachbettscanner zur Digitalisierung von Dia- oder Negativfilmen. In vielen handelsüblichen Flachbettscannern ist eine solche Einheit integriert. Mit Hilfe einer Adapter-Schablone können gerahmte Dias oder Dia- bzw. Negativ-Filmstreifen präzise eingescannt werden, je nach Bauform auch weitere Arten von transparenten Vorlagen.
Abhängig von Ausgangsmaterial und Scanner bzw. Punktdichte (Bildauflösung) lassen sich mit der Durchlichteinheit handelsüblicher Geräte für den Privatgebrauch hinreichend gute Ergebnisse erzielen. Für höhere Qualität oder professionelle Zwecke (z. B. Digitalisierungen ganzer Sammlungen) werden in der Regel spezielle Scanner, beispielsweise Dia-Scanner, eingesetzt.

## Funktionsweise
Gerahmte Dias oder Filmstreifen werden in die Ausschnitte einer Schablone passgenau auf die Scanfläche gelegt und beim Scan-Vorgang von oben durch eine Mattscheibe hindurch beleuchtet. Die für Papiervorlagen verwendete Beleuchtung von unten ist dabei abgeschaltet. So wird das durchscheinende Bild anstelle eines reflektierten Papierbilds aufgenommen. Die Schablone ist aus schwarzem Kunststoff gefertigt, um Artefakte durch Überbelichtung zu vermeiden. In der Regel ist die Scanner-Software an die Einheit angepasst, erkennt die Bilder und übernimmt automatisch den Zuschnitt.